# Elisabetta Farnese
Elisabetta Farnese (in spagnolo Isabel de Farnesio; Parma, 25 ottobre 1692 – Aranjuez, 11 luglio 1766) nata principessa di Parma e Piacenza (ultima dei Farnese), fu regina consorte di Spagna, come moglie di Filippo V. Influenzò notevolmente la politica del regno.

## Biografia

### Ultima dei Farnese

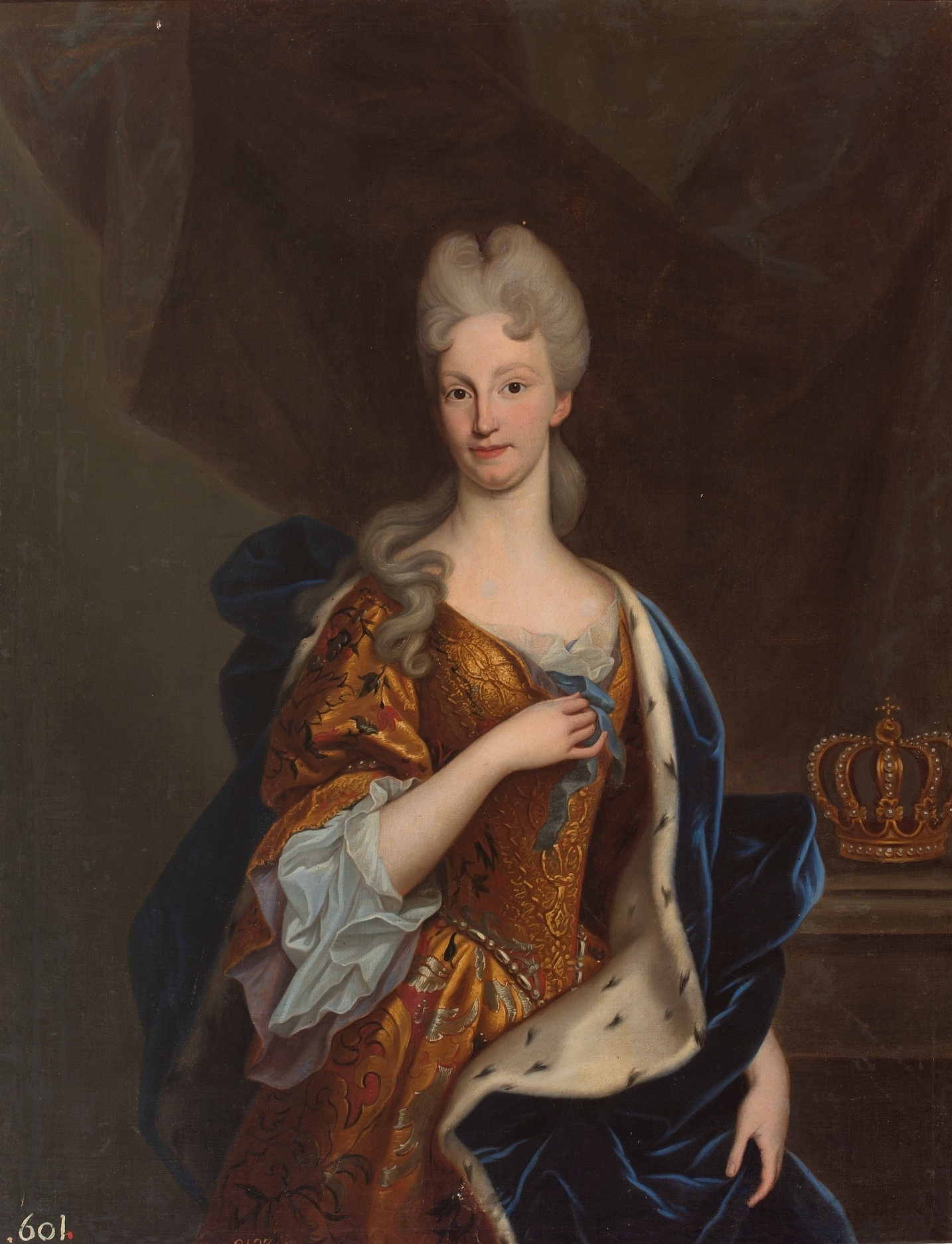
Ritratto di Elisabetta Farnese all' età di 23 anni (1715)

Elisabetta era figlia di Odoardo II Farnese, principe ereditario di Parma, e di Dorotea Sofia di Neuburg. Non era una bellissima donna perché il suo viso era stato in parte deturpato dai segni di un vaiolo infantile; riuscì tuttavia a conservarsi piacente. Aveva un carattere fermo, deciso ed ambizioso; gli autori dell'epoca ne elogiarono anche la perspicacia e l'intelligenza. La rigida educazione alla quale la sottopose la madre non ne modificò gli aspetti caratteriali.
Oltre che erede della famiglia Farnese, divenne anche erede della famiglia Medici; tramite la sua ava Margherita de' Medici, portava in dote quindi oltre che le eventuali rivendicazioni sul Ducato di Parma, anche quelle sul Granducato di Toscana. Al pari di altre sue antenate entrò nel gioco diplomatico della famiglia Farnese, quasi come merce di scambio.
Grazie all'opera persuasoria dell'abate Giulio Alberoni ed alle trame della Camarera Mayor del re di Spagna, Marie Anne de La Trémoille principessa des Ursins, nel 1714 sposò Filippo V di Spagna, appena rimasto vedovo di Maria Luisa di Savoia (1688-1714). Le nozze vennero celebrate, per procura, a Parma, con la consueta sontuosità farnesiana, il 16 settembre. Il Papa, come pegno per la sua simpatia verso la Spagna, sua futura patria, le conferì la Rosa d'Oro. La regina fu accompagnata in Spagna dall'Alberoni stesso. Durante il viaggio, forse ispirata anche dal futuro cardinale, maturò la decisione di allontanare la des Ursins in modo da essere l'unica ad avere ascendente sul re. Con questa manovra la Spagna si affrancò dall'influenza francese.

### Regina di Spagna

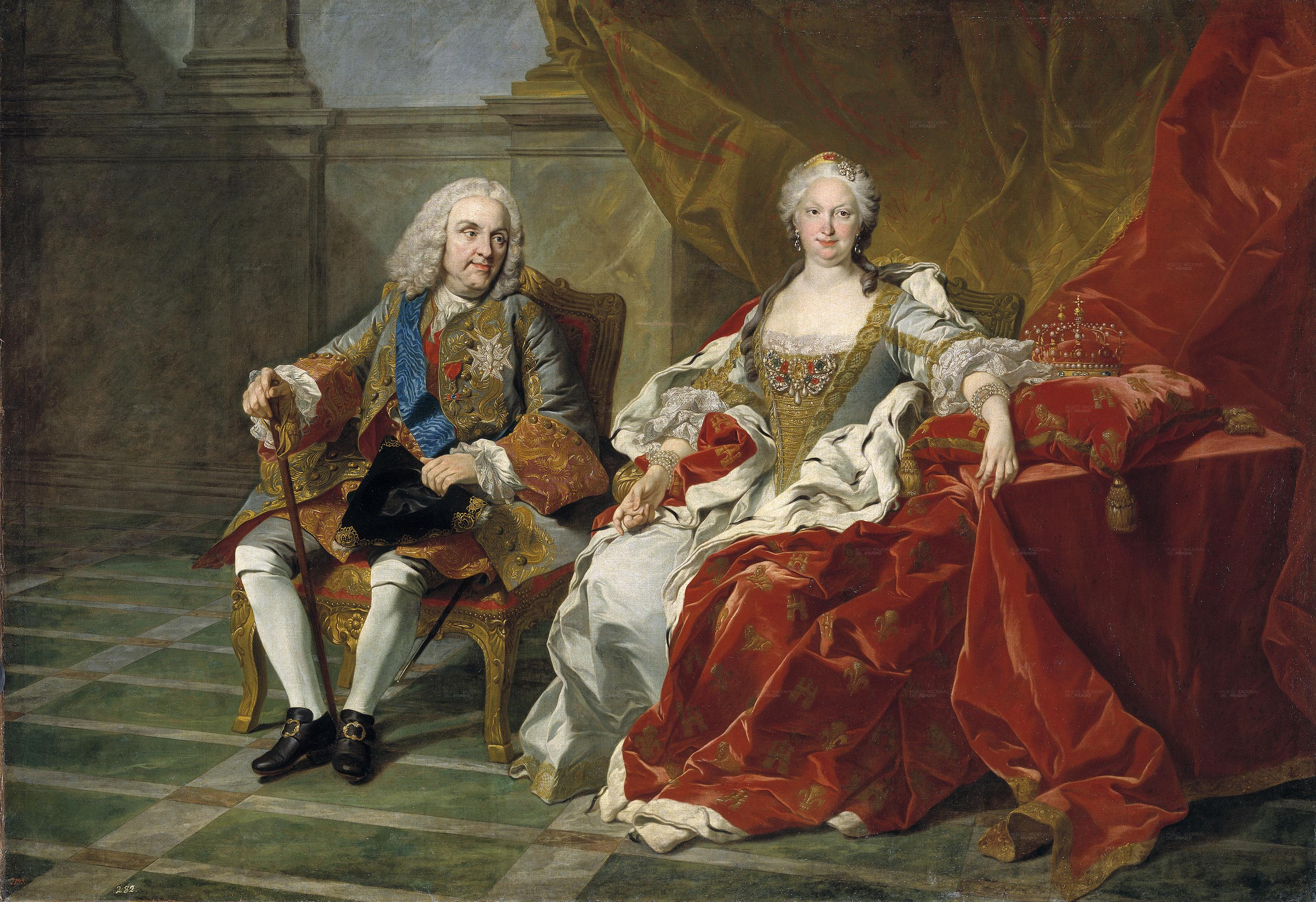
Filippo V di Spagna ed Elisabetta nel 1739.

Nei primi anni di regno fu molto ben consigliata dall'Alberoni e dal patrigno Francesco Farnese, duca di Parma. Grazie ai loro suggerimenti riuscì a dominare il carattere indeciso del marito, che non contestò mai alcuna sua decisione, conferendo un notevole peso politico alla Spagna del XVIII secolo. Nel frattempo, per volontà farnesiana, l'Alberoni assurse alla dignità cardinalizia e nel 1716 fu nominato Primo ministro.
L'influenza della regina sullo sposo portò la politica iberica a volgersi nuovamente verso gli antichi possedimenti spagnoli in Italia, perduti con la guerra di successione spagnola, e culminò con l'occupazione della Sardegna e della Sicilia. Ella credette talmente tanto in questa strategia che, quando i francesi avanzarono oltre i Pirenei, si mise in prima persona alla testa di una divisione spagnola per affrontare il nemico. Ma la quadruplice alleanza tra Francia, Austria, Gran Bretagna e Paesi Bassi, mise fine alle sue ambizioni. L'esercito spagnolo fu sconfitto dai francesi e la flotta fu affondata dagli inglesi al largo di Capo Passero in Sicilia. Il prezzo della pace (trattato dell'Aia) fu il sacrificio del suo ministro, il cardinale Alberoni, che venne esiliato, l'evacuazione della Sardegna e della Sicilia e la rinuncia alle pretese sugli antichi possessi. Il medesimo trattato però stabilì che il ducato di Parma e Piacenza, in caso di mancanza di eredi Farnese (la dinastia si stava estinguendo), sarebbe passato a Carlo, figlio primogenito di Elisabetta. Inoltre, per parte della bisavola paterna Margherita de' Medici, Elisabetta era anche l'erede legittima dei Medici, Granduchi di Toscana, privi di prole maschile. Quindi i suoi figli avrebbero potuto rivendicare presto e con pieno diritto anche la Toscana.
Nel 1724 Filippo V, stanco e disgustato, abdicò in favore del figlio Luigi, nato dal precedente matrimonio, e si ritirò nel Palazzo della Granja, ma la fortuna assistette Elisabetta ancora una volta. Sette mesi più tardi il suo figliastro morì, così ella convinse Filippo a riprendere il potere e riuscì a dirigere ancora una volta la politica spagnola, specialmente nell'ultimo periodo, quando il re perse gran parte delle sue facoltà mentali.
Dopo la scomparsa di Filippo, a cui Elisabetta sopravvisse per altri 20 anni, la regina dovette attendere la morte di un altro suo figliastro prima di vedere ascendere al trono di Spagna il suo primogenito Carlo, che nel frattempo (astutamente appoggiato dalla madre), nel corso della guerra di successione polacca era già riuscito ad assicurare alla famiglia Parma, Napoli e la Sicilia.
Nel 1731 infatti Carlo aveva preso possesso di Parma e Piacenza, e nel 1734 iniziò la conquista delle Due Sicilie. È proprio a questo periodo che risale il trasferimento dei beni farnesiani da Parma a Napoli. Dopo il 1734 i diritti che i precedenti trattati avevano assegnato a Carlo tornarono ad Elisabetta, che fu nominata Legittima Sovrana e Duchessa di Parma e Piacenza. In una pausa della sovranità sul ducato da parte di Carlo Emanuele III di Savoia, l'8 novembre 1745, ella ricevette l'omaggio dovutole dalle mani del marchese di Castellar.

### Regina madre

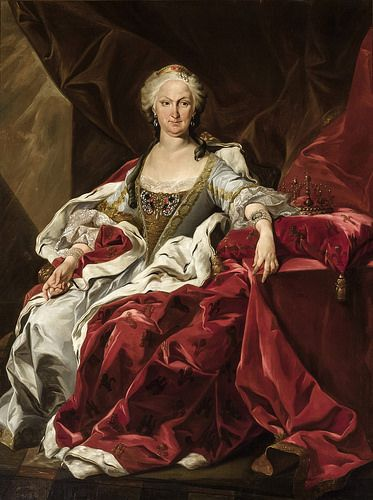
Elisabetta Farnese ritratta seduta a canto alla Corona di Spagna 1750

Nel 1746 morì Filippo V e salì al trono il figlio Ferdinando VI, un altro suo figliastro, nato dal primo matrimonio di suo marito, perciò Elisabetta si ritirò a vita privata a Sant'Ildefonso, ma senza smettere di brigare in favore dei suoi rampolli.
Al termine della Guerra di successione austriaca, che vide il continuo scambio di territori tra le potenze, con il Trattato di Aquisgrana del 1748 il secondogenito di Elisabetta, Filippo di Borbone, ebbe confermata la corona ducale di Parma, già trasmessagli (1731-1735) dal fratello Carlo. Inoltre, Filippo, sposò Luisa Elisabetta di Francia, figlia di Luigi XV di Francia.
Alla morte di Ferdinando, nel 1759, Elisabetta assunse la reggenza della Spagna, in attesa del ritorno da Napoli del primogenito Carlo III che non vedeva da molti anni.

### Gli ultimi anni

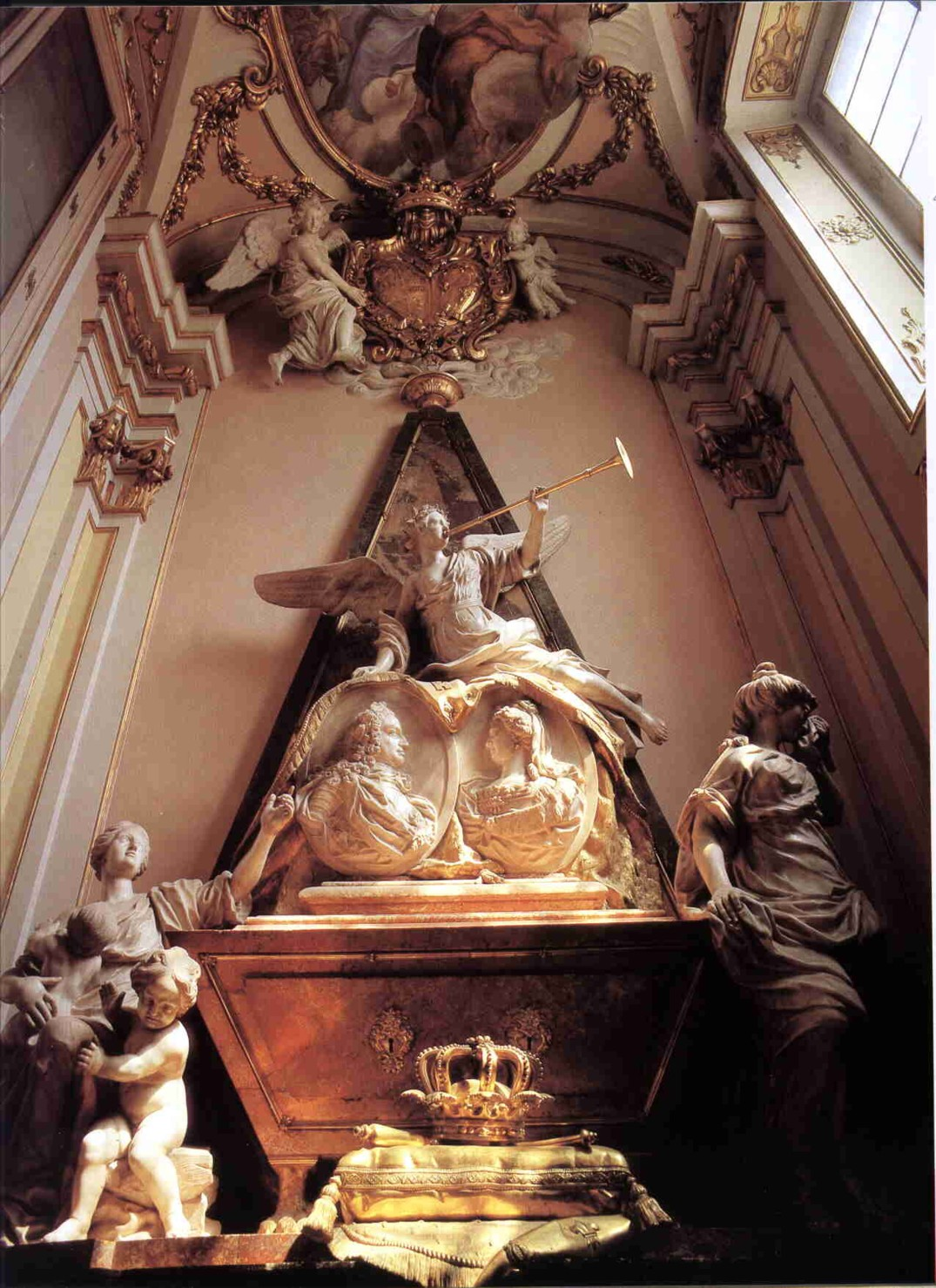
Cenotafio di Elisabetta Farnese e del marito Filippo V di Spagna (Real Collegiata della Granja)

Gli ultimi anni della sua vita li trascorse ad Aranjuez, dove si dedicò ad opere di carità e divenne protettrice dei gesuiti. Morì l'11 luglio 1766, ormai vecchia (73 anni) e quasi cieca. Fu sepolta, accanto al marito, nella chiesa del Palazzo Reale de la Granja. Da lei (erede dei Farnese, dei Medici, discendente in linea diretta dal papa Paolo III), e da Filippo V derivano i Borbone di Spagna, i Borbone di Napoli e i Borbone di Parma, compresi indirettamente i granduchi di Lussemburgo.
Federico II di Prussia, che conosceva bene i suoi contemporanei, disse di lei: «Il cuore energico di un romano, la fierezza di uno spartano, la pertinacia di un inglese, l'astuzia di un italiano, la vivacità di un francese concorsero a formare questa donna singolare. Ella cammina audacemente al compimento dei suoi disegni; non vi è cosa che sappia sorprenderla, nessuna che sappia arrestarla».

## Discendenza
Dal matrimonio tra Elisabetta e Filippo V di Spagna nacquero sette figli, e tutti tranne uno raggiunsero l'età adulta:

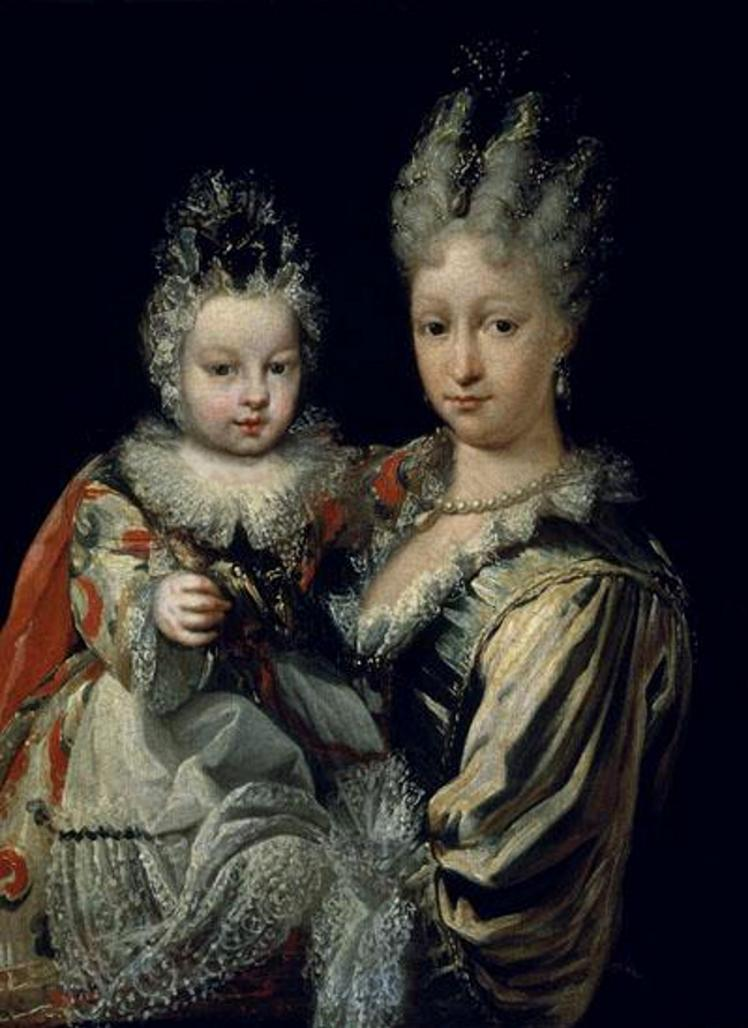
Elisabetta con il figlio maggiore Carlo.

1. Carlo Sebastiano (20 gennaio 1716 – 14 dicembre 1788), fu brevemente duca di Parma per quattro anni con il nome di Carlo I, poi diventò re di Napoli e Sicilia con il nome di Carlo di Borbone e infine salì sul trono di Spagna con il nome di Carlo III dopo che il fratellastro Ferdinando VI morì senza figli. Prese in moglie la principessa Maria Amalia di Sassonia.
2. Infante Francesco di Spagna (21 marzo 1717 – 21 aprile 1717), morì a solo un mese d'età.
3. Infanta Marianna Vittoria (31 marzo 1718 – 15 gennaio 1781). Regina consorte di Giuseppe I del Portogallo.
4. Filippo di Borbone (20 marzo 1720 – 18 luglio 1765), duca di Parma. Sposò la cugina prima Luisa Elisabetta di Borbone-Francia.
5. Infanta Maria Teresa Raffaella (11 giugno 1726 – 22 luglio 1746). Prima moglie di suo cugino di secondo grado, il delfino Luigi Ferdinando di Borbone-Francia, morì di parto a 20 anni dopo aver dato alla luce una figlia che visse meno di due anni.
6. Infante Luigi Antonio (25 luglio 1727 – 7 agosto 1785), noto come il Cardinale Infante. Fu arcivescovo di Toledo, Primate di Spagna e cardinale dal 1735 al 1754, quando rinunciò ai titoli ecclesiastici diventando conte di Chinchón. Nel 1776, contrasse matrimonio morganatico con Doña María Teresa de Vallabriga y Rozas. I loro figli non ebbero titoli nobiliari.
7. Infanta Maria Antonia Ferdinanda (17 novembre 1729 – 19 settembre 1785). Consorte di Vittorio Amedeo III di Savoia.

stemma di Elisabetta Farnese, regina consorte di Spagna

## Ascendenza
|                                     |                                 |                                      | Genitori                          |  |  | Nonni |  |  | Bisnonni          |  |  | Trisnonni          |  |
|                                     |                                 |                                      |                                   |  |  |       |  |  | Odoardo I Farnese |  |  | Ranuccio I Farnese |  |
|                                     |                                 |                                      |                                   |  |  |       |  |  | Odoardo I Farnese |  |  | Ranuccio I Farnese |  |
|                                     |                                 | Margherita Aldobrandini              |                                   |  |  |       |  |  | Odoardo I Farnese |  |  |                    |  |
| Ranuccio II Farnese                 |                                 |                                      |                                   |  |  |       |  |  | Odoardo I Farnese |  |  |                    |  |
|                                     |                                 | Margherita de' Medici                | Cosimo II de' Medici              |  |  |       |  |  |                   |  |  |                    |  |
|                                     |                                 | Margherita de' Medici                | Cosimo II de' Medici              |  |  |       |  |  |                   |  |  |                    |  |
|                                     |                                 | Margherita de' Medici                | Maria Maddalena d'Austria         |  |  |       |  |  |                   |  |  |                    |  |
| Odoardo II Farnese                  |                                 | Margherita de' Medici                |                                   |  |  |       |  |  |                   |  |  |                    |  |
|                                     |                                 | Francesco I d'Este                   | Alfonso III d'Este                |  |  |       |  |  |                   |  |  |                    |  |
|                                     |                                 | Francesco I d'Este                   | Alfonso III d'Este                |  |  |       |  |  |                   |  |  |                    |  |
|                                     |                                 | Francesco I d'Este                   | Isabella di Savoia                |  |  |       |  |  |                   |  |  |                    |  |
| Isabella d'Este                     |                                 | Francesco I d'Este                   |                                   |  |  |       |  |  |                   |  |  |                    |  |
|                                     |                                 | Maria Farnese                        | Ranuccio I Farnese                |  |  |       |  |  |                   |  |  |                    |  |
|                                     |                                 | Maria Farnese                        | Ranuccio I Farnese                |  |  |       |  |  |                   |  |  |                    |  |
|                                     |                                 | Maria Farnese                        | Margherita Aldobrandini           |  |  |       |  |  |                   |  |  |                    |  |
| Elisabetta Farnese                  |                                 | Maria Farnese                        |                                   |  |  |       |  |  |                   |  |  |                    |  |
|                                     | Volfango del Palatinato-Neuburg | Filippo Luigi del Palatinato-Neuburg |                                   |  |  |       |  |  |                   |  |  |                    |  |
|                                     | Volfango del Palatinato-Neuburg | Filippo Luigi del Palatinato-Neuburg |                                   |  |  |       |  |  |                   |  |  |                    |  |
|                                     | Volfango del Palatinato-Neuburg | Anna di Jülich-Kleve-Berg            |                                   |  |  |       |  |  |                   |  |  |                    |  |
| Filippo Guglielmo del Palatinato    | Volfango del Palatinato-Neuburg |                                      |                                   |  |  |       |  |  |                   |  |  |                    |  |
|                                     |                                 | Maddalena di Baviera                 | Guglielmo V di Baviera            |  |  |       |  |  |                   |  |  |                    |  |
|                                     |                                 | Maddalena di Baviera                 | Guglielmo V di Baviera            |  |  |       |  |  |                   |  |  |                    |  |
|                                     |                                 | Maddalena di Baviera                 | Renata di Lorena                  |  |  |       |  |  |                   |  |  |                    |  |
| Dorotea Sofia di Neuburg            |                                 | Maddalena di Baviera                 |                                   |  |  |       |  |  |                   |  |  |                    |  |
|                                     |                                 | Giorgio II d'Assia-Darmstadt         | Luigi V d'Assia-Darmstadt         |  |  |       |  |  |                   |  |  |                    |  |
|                                     |                                 | Giorgio II d'Assia-Darmstadt         | Luigi V d'Assia-Darmstadt         |  |  |       |  |  |                   |  |  |                    |  |
|                                     |                                 | Giorgio II d'Assia-Darmstadt         | Maddalena di Brandeburgo          |  |  |       |  |  |                   |  |  |                    |  |
| Elisabetta Amalia d'Assia-Darmstadt |                                 | Giorgio II d'Assia-Darmstadt         |                                   |  |  |       |  |  |                   |  |  |                    |  |
|                                     |                                 | Sofia Eleonora di Sassonia           | Giovanni Giorgio I di Sassonia    |  |  |       |  |  |                   |  |  |                    |  |
|                                     |                                 | Sofia Eleonora di Sassonia           | Giovanni Giorgio I di Sassonia    |  |  |       |  |  |                   |  |  |                    |  |
|                                     |                                 | Sofia Eleonora di Sassonia           | Maddalena Sibilla di Hohenzollern |  |  |       |  |  |                   |  |  |                    |  |
|                                     |                                 | Sofia Eleonora di Sassonia           |                                   |  |  |       |  |  |                   |  |  |                    |  |